# Johann Georg Albrechtsberger
Johann Georg Albrechtsberger, avstrijski glasbeni teoretik in skladatelj, * 3. februar 1736, Klosterneuburg pri Dunaju, † 7. marec 1809, Dunaj.
Albrechtsberger je sprva študiral glasbo v opatiji Melk ter filozofijo na benediktinskem semenišču na Dunaju. Postal je eden najbolj šolanih in spretnih kontrapunktikov svojega časa. med njegovimi prvimi sošolci sta bila Michael Haydn in Franz Joseph Aumann. Po tem, ko je deloval kot orlavec v mestih Győr (1755) in Maria Taferl (leta 1757), je dobil službo v opatiji Melk. Leta 1772 je bil imenovan za dvornega orglavca na Dunaju, leta 1792 pa za kapelnega mojstra katedrale sv. Štefana (Stephansdom).
Zaradi njegovega ugleda izvrstnega teoretika je imel na Dunaju veliko učencev, nekateri izmed njih so kasneje postali pomembni glasbeniki. Med njimi so bili Johann Nepomuk Hummel, Ignaz Moscheles, Josef Weigl (1766–1846), Ludwig-Wilhelm Tepper de Ferguson (1768-po 1824), Antonio Casimir Cartellieri, Ludwig van Beethoven in Franz Xaver Wolfgang Mozart. Beethoven je prišel na Dunaj leta 1792, da bi študiral pri Josephu Haydnu, vendar se je hitro razburil, če njegovo delo ni vzbujalo pozornosti oz. ni bilo korigirano s strani učitelja. Haydn mu je priporočal svojega prijatelja Albrechtsbergerja, pri katerem je nato Beethoven študiral harmonijo in kontrapunkt. Ob koncu svojega študija je mladi študent zapisal: »Potrpežljivost, vztrajnost, delavnost in iskrenost bodo vodile do uspeha,« kar se nanaša na Albrechtsbergerjevo lastno kompozicijsko filozofijo.

## Dela
Njegove natisnjene skladbe vključujejo preludije, fuge in sonate za klavir oz. orgle, godalne kvartete; vendar pa večji del njegovega opusa, ki ga predstavlja vokalna in instrumentalna glasba, obstaja le v rokopisih. Ti se nahajajo v knjižnici ustnoave Vienna Gesellschaft der Musikfreunde. Okrog leta 1765 je Albrechtsberger skomponiral najmanj sedem koncertov za dromljo in godala (trije so ohranjeni v madžarski narodni knjižnici v Budimpešti). To so prijetna, solidno komponirana dela galantnega sloga.
Verjetno se njegov največji pridonos glasbi skriva v teoretičnih delih. Leta 1790 je v Leipzigu izdal razpravo o kompoziciji, njena tretja izdaja se je pojavila leta 1821. Zbirko njegovih zapisov o harmoniji (v treh zvezkih) je izdal njegov učenec Ignaz von Seyfried (1776–1841) leta 1826. Albrechtsbergerjev kompozicijski slog izhaja iz kontrapunktov Josepha Fuxa, ki je bil kapelni mojster katedrala sv. Štefana med letoma 1713 in 1741; to mesto je Albrechtsberger zasedel 52 let kasneje.
Eno njegovih najpomembnejših in danes največkrat izvajanih del je Koncert za altovsko pozavno in orkester v B-duru.

### Glasbema teorija
- Gründliche Anweisung zur Composition mit deutlichen und ausführlichen Exempeln, zum Selbstunterrichte, erläutert; und mit einem Anhange: Von der Beschaffenheit und Anwendung aller jetzt üblichen musikalischen Instrumente. Breitkopf, Leipzig 1790

### Orgelske in klavirske skladbe
- 8 malih preludijev za orgle. Doblinger, Dunaj 1975
- 5 preludijev za orgle. Doblinger, Dunaj 1975
- Fuga za klavir op. 17, 5. Universal, Dunaj 1983
- Preludij in fuga za orgle štiriročno. Doblinger, Dunaj 1987

### Komorna glasba in instrumentalni koncerti
- 4 concertini za harfo in orkester (1772)
- Koncert za harfo in orkester C-dur (1773)
- 3 koncerti za dromljo, mandoro in godala, okoli 1765
- Godalni trii op. 9, 1–3. Doblinger, Dunaj 1989
- Kvarteti op. 16, 4. Amadeus-Verlag, Winterthur 1975
- Duo v C-duru za violo in violončelo. Amadeus-Verlag, Winterthur 1977
- Partita v C za flavto, harfo in bas. Editio Musica, London 1977
- Divertimento v D-duru za dve violini in kontrabas. Amadeus, Winterthur 1979
- Partita v D-duru za flavto, violo d’amore in kontrabas. Amadeus, Winterthur 1979

### Maše
- Maša v Es-duru. Doblinger, Dunaj 1951
- Missa in D (1783). Carus-Verlag, Kirchheim/Teck 1985
- Ave regina coelorum. Schwann, Frankfurt 1978
- Magnificat anima mea Dominum. Edition Musica Rinata, Ditzingen 2005
- Tenebrae factae sunt. Schwann, Frankfurt 1978